# Tricholochmaea ribicola
Tricholochmaea ribicola là một loài bọ cánh cứng trong họ Chrysomelidae. Loài này được Brown miêu tả khoa học năm 1938.